# Cratere Pao-yü
Pao-yü  è un cratere sulla superficie di Eros.